# Liste der Pfarrer an der Kirche St. Maria im Tale (Nordhausen)
Dies ist eine Liste der Pfarrer und anderer Amtsträger, die an der Kirche St. Maria im Tale in Nordhausen nach der Reformation tätig waren.

## Pfarrer
Aus der Zeit vor der Reformation sind nur die Namen Jokof Kinneling und Melchior Kulmann überliefert. Sie sollen nach ihrer Konversion 1524 zugleich die ersten evangelischen Pfarrer der Kirche gewesen sein.
| Name                                       | Zeit      | Lebensdaten                         | Bemerkungen |
| ------------------------------------------ | --------- | ----------------------------------- | --- |
| Anton Balcius                              | 1542      |                                     | |
| Konrad Neuschild                           | 1550      |                                     | |
| Mag. Johann Andreas Weber                  | 1550–1562 | † 1562                              | |
| Henning von Rhode                          | 1562–1568 |                                     | |
| Thomas Cramer                              | 1569–1576 | † 1576                              | |
| Johann Noricus                             | 1576–1582 | 1549 – Juni 1619                    | 1572 Pfarrer in Otterstedt, 1582–1583 Diakon an St. Nikolai, 1583–1619 Pfarrer an St. Jacobi                           |
| Joachim Mischt                             | 1583–1584 | † 1584                              | 1576 Pfarrer in Rottleberode, 1581–1583 Diakon an St. Blasii                                                           |
| Valentin Thelemann                         | 1584–1598 | † 27. November 1598                 | aus Steinbrücken, vor 1584 Pfarrer in Ichstedt, Immenrode und Straußberg, 1583–1584 Diakon an St. Blasii               |
| Mag. Christian Vogler (Avianus)            | 1598–1600 |                                     | vor 1598 Diakon in Wiehe, nach 1600 Pfarrer in Mücheln                                                                 |
| Johann Hauser                              | 1600–1608 | † 1608                              | 1597–1600 Diakon an St. Petri                                                                                          |
| Mag. Christoph Burchardi                   | 1608–1626 | † 1626                              | 1601–1608 Diakon an St. Nikolai                                                                                        |
| Johann Cajus                               | 1626–1635 | † 1635                              | Pfarrer in Krimderode                                                                                                  |
| Benedikt Lesche (Löse)                     | 1635–1646 | † 24. August 1663                   | 1626–1635 Diakon an St. Blasii, 1646–1650 Diakon und 1650–1663 Pfarrer an St. Nikolai                                  |
| Johannes Küchenthal                        | 1646–1685 | * 14. Mai 1608                      | 1634 Quartus am Gymnasium, 1636 Diakon in Ellrich                                                                      |
| Mag. Heinrich Wilhelm Hesse                | 1685–1689 |                                     | am 9. Januar 1685 ordiniert                                                                                            |
| Johann Richard Otto                        | 1689–1722 | 4. März 1661 – 13. Juli 1722        | am 13. Dezember 1689 ordiniert, Gründer des Waisenhauses                                                               |
| Johann Wilhelm Obbarius                    | 1722–1729 | 29. April 1689 – 12. März 1729      | Rektor zu Bodenwerder                                                                                                  |
| Christian Friedrich Poppe                  | 1731–1757 | 1697 – 19. März 1757                | am 13. April 1731 ordiniert                                                                                            |
| Johann Christoph Ludwig                    | 1757–1794 | * 14. November 1720                 | |
| Ernst Christoph Bohne                      | 1794–1813 | 14. Dezember 1760 – 17. Januar 1853 | von 1794 bis 1813 Pfarrer an der Kirche St. Maria im Tale in Nordhausen, danach bis 1835 Pfarrer der Kirche St. Jacobi |
| Johann Gottfried Engel                     | 1814–1825 | 1. Januar 1751 – 27. April 1825     | 1797–1814 Diakon an St. Petri                                                                                          |
| Daniel August Silkrodt                     | 1827–1841 | 27. August 1797 (?) – 11. Juni 1878 | aus Bleicherode, am 22. April 1827 in sein Amt eingeführt, 1841–1870 Pfarrer an St. Blasii                             |
| Franz Ferdinand Lange                      | 1842–1856 |                                     | |
| Georg Ferdinand Otto Schulze               | 1856–1865 |                                     | |
| Gottlob Friedrich Ferdinand Oskar Weber    | 1865–1879 |                                     | |
| Carl Hermann Theodor Pabst                 | 1879–1915 |                                     | |
| Bernhard Johannes Deetjen                  | 1916–1925 |                                     | |
| Erich Otto Rudloff                         | 1926–1940 | 4. Juli 1891 – 8. September 1940    | 17. Januar 1926 bis 8. September 1940 Geistlicher der Kirchgemeinde                                                    |
| Hermann Alfred Leberecht Günther Reißlandt | 1942–1957 |                                     | |
| Robert Treutler                            | 1958–1977 | 5. April 1912 – 3. Juli 2001        | 1958 bis 1977 Superintendent in Nordhausen                                                                             |
| Joachim Jaeger                             | 1977      | * 26. Mai 1935                      | |

## Aeditui
| Name                       | Zeit      | Lebensdaten         | Bemerkungen                                       |
| -------------------------- | --------- | ------------------- | ------------------------------------------------- |
| Johann Schulze             | 1582      |                     |                                                   |
| Valtin Koch                | 1608–1612 | † 17. Dezember 1642 | aus Bleicherode, nach 1612 Aedituus an St. Blasii |
| Matthias John              |           |                     |                                                   |
| Nicolaus Haselbach         | 1620      |                     |                                                   |
| Valtin Gräfe               |           |                     |                                                   |
| Johann Wernder             | 1624      |                     |                                                   |
| Nicolaus Dresßler          | 1624      | † 21. August 1649   |                                                   |
| Nicolaus Tölcke            | 1649      | † 21. August 1657   |                                                   |
| Johann Caspar Engelhardt   | 1657–1666 | † 5. Juni 1681      | nach 1666 Aedituus an St. Jacobi                  |
| Michael Reichenbach        | 1666–1682 | † 1682              | vor 1666 Kantor in Stempeda                       |
| Johann Daniel Sandhagen    | 1682–1683 |                     |                                                   |
| Johann Christoph Schlieder |           | † 25. August 1707   |                                                   |
| Johann Lucas Eck           | ab 1707   | † 1. Januar 1719    |                                                   |
| Philipp Wilhelm Hetschel   | ab 1719   | † 1733              |                                                   |
| Johann Ehrhard Stange      | ab 1733   | † 1756              |                                                   |
| Jordan Franckenstein       |           | 1732 – 19. Mai 1756 |                                                   |